# Карбонил бромид
Карбонил бромид — дибромангидрид угольной кислоты, бромистый аналог фосгена. Химическое соединение из группы карбонильных соединений.

## Производство
Карбонилбромид был впервые синтезирован в 1863 году Дж. Шилом путем взаимодействия оксида углерода с парами брома на солнце.
Сегодня его получают путем взаимодействия тетрабромида углерода с серной кислотой при температуре 150–170 ° С.
{\displaystyle {\ce {CBr_4 + H_2SO_4 -> CBr_2O + 2HBr + SO_3 -> CBr_2O + SO_2 + H_2O + Br_2}}}

## Свойства
Карбонилбромид представляет собой бесцветную жидкость с сильным запахом, которая дымит на воздухе и разлагается на свету и при нагревании. В воде гидролизуется до  бромистого водорода и  углекислого газа.

## Использование
Карбонил бромид используется для изготовления красителей.